# Ecocredo-woningen in Borger

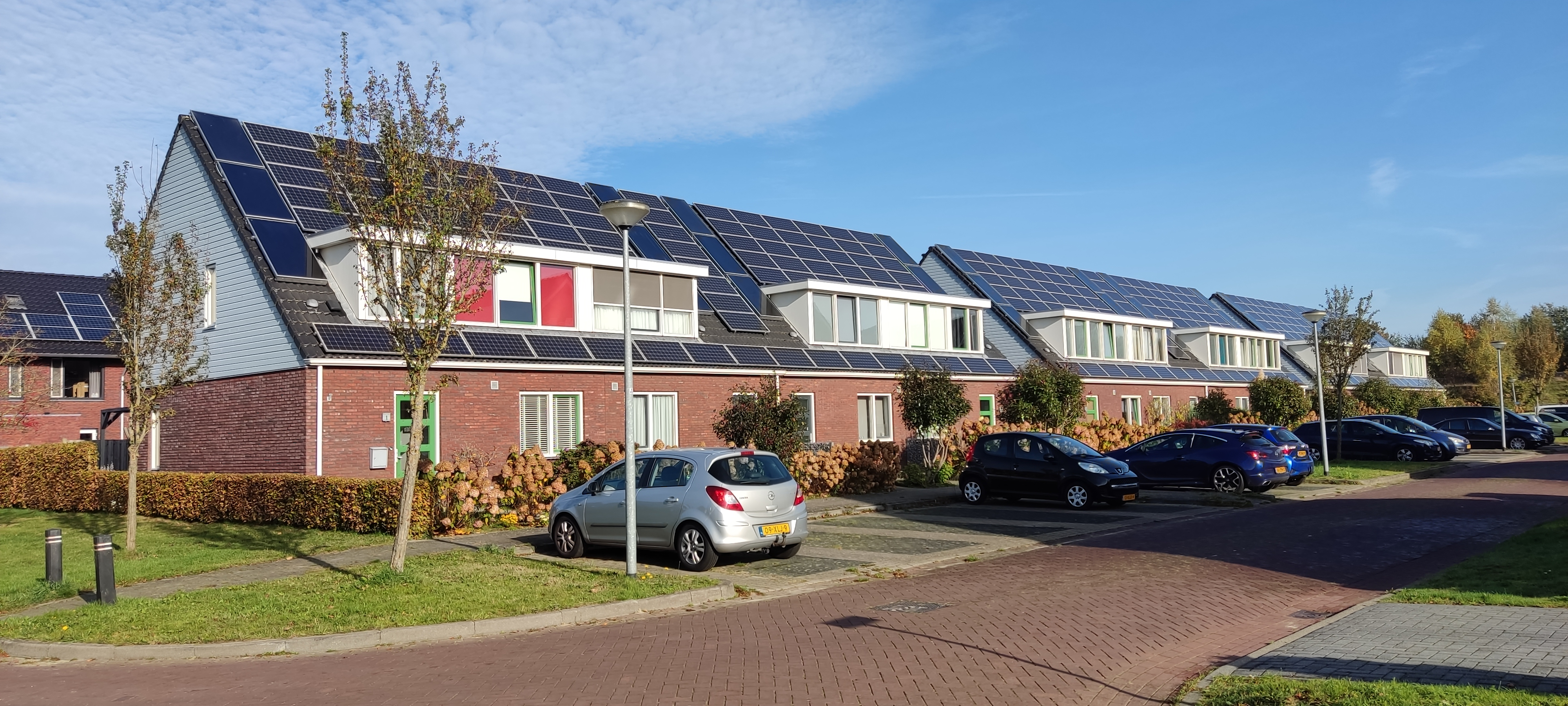
De Ecocredo-woningen in Borger

De Ecocredo-woningen in Borger zijn Nederlandse huizen in Borger die hun eigen energie opwekken door gebruik te maken van diverse computergestuurde energietechnieken.
Ecocredo is een energieneutraal woningbouwconcept van wooncorporatie Lefier ZuidoostDrenthe. Het gaat om twaalf woningen in Borger aan de Maalsteen, in de wijk Daalkampen. Ze zijn bestemd voor de sociale verhuur. Lefier-bestuurder Erwin Bel, Wubbo Ockels en wethouder Bruintjes van Borger-Odoorn hebben op 16 september 2011 de officiële opening verricht en toen waren de 12 huurders in staat hun bijzondere woning te betrekken. Deze nieuwbouw wordt beschouwd als het eerste in Nederland en misschien wereldwijd opgestarte project van huurwoningen waar men gebruikmaakt van zonnepanelen. De in houtskeletbouw vervaardigde woningen zijn gemaakt met hout uit duurzaam beheerde bossen en voorzien van een FSC-keurmerk.
De op de woningen geplaatste zonnepanelen leveren stroom en de collectoren zorgen voor warm water en warmte. Alle vrijgekomen warmte wordt opgevangen en opgeslagen. Als het nodig is, springt een warmtepompinstallatie bij. Door goede isolatie en energiebesparende voorzieningen zijn de woningen erg energiezuinig. Daardoor besparen de huurders op hun energiekosten. De woningen zijn op het elektriciteitsnet aangesloten. Dagelijks vindt levering en teruglevering plaats met het energiebedrijf. Afhankelijk van het gebruik heeft de huurder voor het normale dagelijkse energieverbruik geen extra stroom meer nodig.
Lefier gaat in de komende vijf jaar het energieverbruik monitoren en de ervaringen van bewoners onderzoeken. Hiervoor wordt gebruikgemaakt van een emotica-computer, waarmee de gegevens worden gelezen en opgeslagen.